# Prismatopus acanthonotus
Prismatopus acanthonotus is een krabbensoort uit de familie van de Majidae. De wetenschappelijke naam van de soort is voor het eerst geldig gepubliceerd in 1847 door White.